# Залізничне (Полтавський район)
Залізни́чне — село в Україні, у Полтавській міській громаді Полтавського району Полтавської області. Населення становить 806 осіб. До 2020 орган місцевого самоврядування — Ковалівська сільська рада.

## Географія
Село Залізничне знаходиться на правому березі річки Коломак, вище за течією на відстані 2,5 км розташоване село Вербове, нижче за течією примикає село Ковалівка. Поруч проходить залізниця, станція Ковалівка.

## Історія
12 червня 2020 року, відповідно до розпорядження Кабінету Міністрів України № 721-р «Про визначення адміністративних центрів та затвердження територій територіальних громад Полтавської області», село увійшло до складу Полтавської міської громади.
19 липня 2020 року, в результаті адміністративно - територіальної реформи та ліквідації Полтавського району (1925—2020), село увійшло до складу новоутвореного Полтавського району.

## Уродженці
- Оріхівський Олексій Володимирович (1982—2017) — молодший сержант Збройних сил України, учасник російсько-української війни[3].